# Pilot (Apfel)
Der Pilot ist ein mittelgroßer Kulturapfel (Malus pilot), den das sächsische Institut für Obstforschung 1988 in den Handel gab.
Der Apfel kann ab Ende September geerntet werden und erreicht im Februar Genussreife. Die Apfelsorte ist bis Mai/Juni lagerfähig. Die Schale des Apfels ist rau und druckfest. Die gelbe bis orange Grundfarbe wird bis zu 60 Prozent von einem kräftigen Zinnoberrot überdeckt. Das feste und saftige Fruchtfleisch hat einen süß-säuerlichen Geschmack.
Der Baum zeigt kaum Anfälligkeit für Mehltau, Schorf und Feuerbrand. Der Anbau ist in allen für Äpfel geeigneten Lagen möglich.

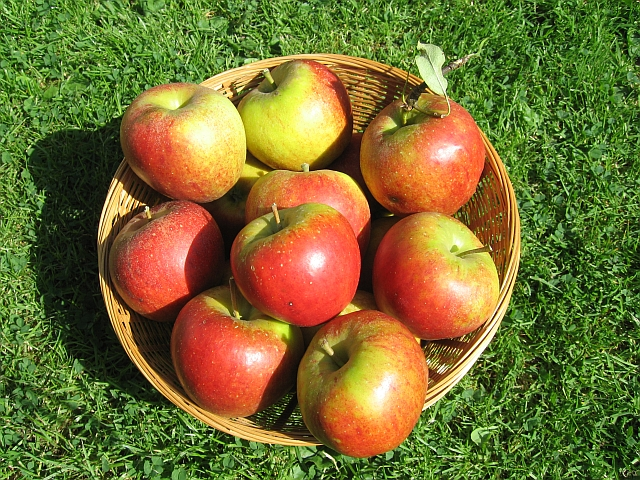
Pilot
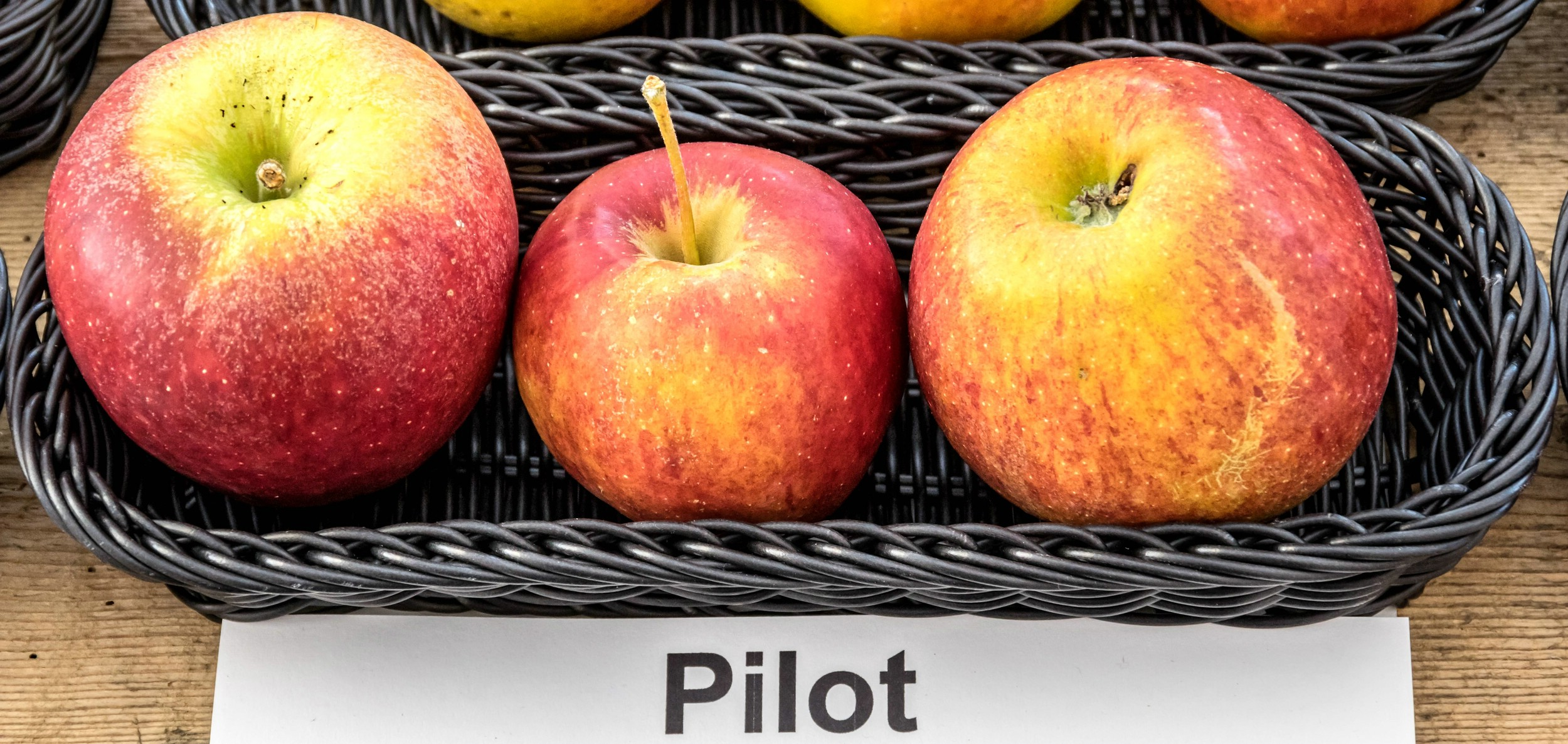
Ansicht der Frucht
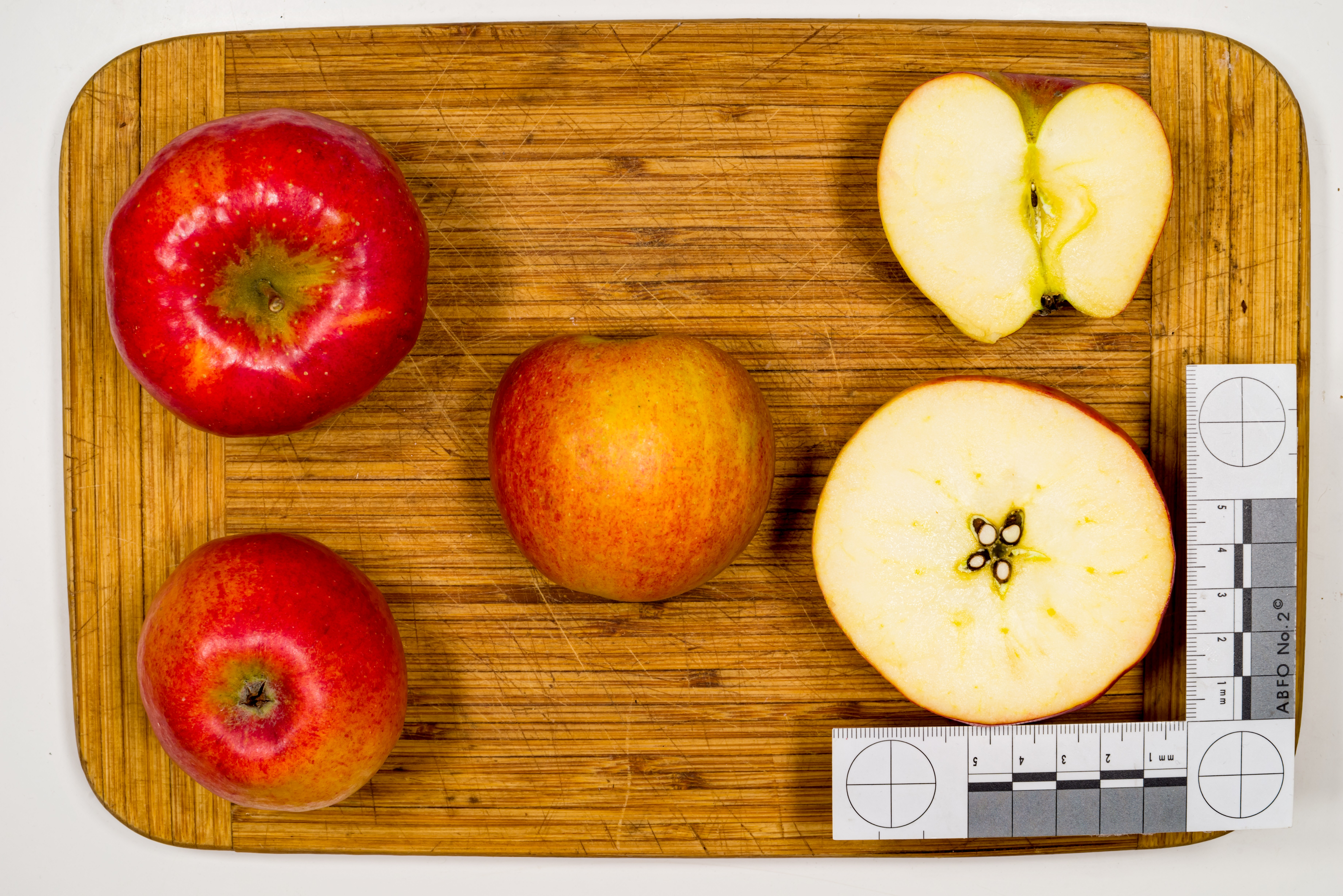
Ansicht der Frucht